# Alexandria (Ontario)
Pour les articles homonymes, voir Alexandrie (homonymie).
Alexandria, autrefois Priest's Mills, est une localité canadienne de l'Est de l'Ontario. Depuis 2001, à la suite de la restructuration des municipalités ontariennes, Alexandria est une ancienne municipalité incluse dans le canton de Glengarry Nord, dans les comtés unis de Stormont, Dundas et Glengarry.

## Géographie
La localité d'Alexandria est située au sud-est d'Ottawa et à l'ouest de Montréal (Québec), à l'est du canton de Glengarry Nord, près de la frontière entre l'Ontario et le Québec. La superficie de la localité est de 391,7 km2 alors que la partie urbanisée (centre de population) occupe une superficie de 2,07 km2. Située dans les basses-terres du Saint-Laurent, son relief est plat. Le territoire est arrosé par les rivières Delisle et Garry, affluents du fleuve Saint-Laurent.

## Urbanisme
Le chemin de fer du Canadien National entre Montréal et Ottawa traverse le territoire d'Alexandria. La localité est desservie par Via Rail à la gare d'Alexandria situé au nord de la ville. Le centre d'Alexandria se trouve à l'intersection des routes de comté 34 et 43. La route 34 relie Alexandria à Saint-Bernardin et Hawkesbury au nord et à Green Valley et South Glengarry au sud. La route 43 se dirige vers Avonmore et Winchester à l'ouest. le chemin Glen Robertson permet d'accéder à Glen Robertson et Sainte-Justine-de-Newton à l'est. L'agglomération prend la forme générale d'une trame routière en damier dans un rectangle orienté nord-ouest - sud-est. Le parc de l'île d'Alexandria se trouve au centre-ouest au bord d'un élargissement de la rivière Garry.

## Histoire
En 1792, le père Alexander Macdonell fonde la localité sous le nom de Priest's Mills. Au début du XIXe siècle, l'économie locale s'appuie sur la scierie. En 1890, Alexandria devient le siège du diocèse catholique. À la fin du XIXe siècle, l'industrie de la carrosserie s'annonce se développe. Par la suite, l'économie locale se développe sour l'impulsion de l'industrie du textile, de la chaussure, de la transformation des produits laitiers et du transport routier. L'hôpital Glengarry Memorial commence ses activités en 1961 et ouvre officiellement en 1965.

## Politique
La langue officielle d'Alexandria est notamment le français[réf. nécessaire]. Le canton de Glengarry Nord émet certains avis dans les deux langues officielles du Canada. Toutefois, son site web est unilingue anglais, aucun contenu n'étant rédigé en français,, malgré la désignation de la totalité du comté de Glengarry par la Loi sur les services en français de l'Ontario.

## Démographie
En 2016, la population du village d'Alexandria s'élève à 2 845 habitants, soit une baisse de 79 personnes (-2,7 %) qu'en 2011. Les deux tiers de la population sont d'origine canadienne-française. La densité brute de population du village est de 1 375,1 hab/km2. Le parc résidentiel s'élève à 1 406 logements privés, dont 1 339 sont occupés par des résidents habituels,. La population d'Alexandria est à moitié francophone et à moitié anglophone. La population francophone tend toutefois à diminuer légèrement depuis 2001.
Évolution de la population totale, 1991-2016,
Langue maternelle, Village d'Alexandria, 2001 et 2011
| Langue              | 2001 (nb) | 2001 (%) | 2011 (nb) | 2011 (%) |
| ------------------- | --------- | -------- | --------- | -------- |
| Français            | 1 615     | 51,0 %   | 1 530     | 49,8 %   |
| Anglais             | 1 380     | 43,6 %   | 1 400     | 45,5 %   |
| Français et anglais | 95*       | 3,0 %*   | 50        | 1,6 %    |
| Autres langues      | 70*       | 2,2 %*   | 95        | 3,1 %    |
| Total               | 3 165     | 100 %    | 3 075     | 100 %    |

## Économie
Alexandria est un centre commercial et de services pour la région rurale environnante. La Caisse populaire de La Vallée est l'une des institutions financières locales. Le Glengarry Golf & Country Club est l'une des entreprises d'Alexandria dans le secteur du tourisme et loisir.

## Culture
La cathédrale de Saint-Finnan, l'évêché et le monastère du Précieux-Sang présentent un intérêt architectural. La gare d'Alexandria est un lieu patrimonial du Canada.

## Société
Les établissements d'enseignement de la localité comprennent l'école élémentaire catholique Elda-Rouleau (CSDCE), l'école secondaire catholique Le Relais (CSDCE) et la Glengarry District High School. L'hôpital Glengarry Memorial offre des soins primaires de santé en anglais et en français, comporte une urgence et compte 37 lits et 150 employés. L'hôpital assure par année environ 700 admissions, 23 000 consultations à l'urgence et 6 000 visites en clinique. Le tiers des patients sont francophones. Le temps moyen d'attente à L'urgence est de 17,4 heures et le taux de satisfaction général avec recommandations est de l'ordre de 98 %(2015-2016). Le culte catholique est assuré par le diocèse d'Alexandria-Cornwall aux paroisses de la cathédrale Saint-Finnan pour la population anglophone et de Sacré-Cœur pour la population francophone.
De fin novembre à début janvier a lieu le Festival des lumières d'Alexandria. Le tournoi de pêche sur glace d'Alexandria se déroule au Island Prak en février chaque année depuis 2002. Le festival country d'Alexandria a lieu toutes les années à la fin août.

### Personnalités
- Annie MacDonald Langstaff, juriste et féministe
- Jean-Claude Larocque, enseignant et auteur
- Jean Deschênes, acteur
- Grant Crack, député provincial de Glengarry-Prescott-Russell et maire d'Alexandria et de Glengarry Nord
- Howard Galganov (1950-), activiste anglo-québécois
- Robert Bellefeuille (1957-), comédien